# Angelika Petershagen
Angelika Anna Margarete Petershagen (* 2. September 1909 in Potsdam als Angelika Anna Margarete von Lindequist; † 19. Dezember 1995 in Greifswald) war die Ehefrau von Rudolf Petershagen, der im Zweiten Weltkrieg als Offizier der deutschen Wehrmacht Kommandant der Universitätsstadt Greifswald wurde und diese durch kampflose Übergabe vor der Zerstörung durch sowjetische Truppen bewahrte.

## Leben
Angelika von Lindequist entstammte einer preußischen Offiziersfamilie. Ihr Vater Oberstleutnant Karl Olof (Julius Emil Johann Sigismund) von Lindequist (erschossen von einem Angehörigen der Roten Armee am 15. März 1945 auf seinem Gut Woitzel) war ein Sohn des Generalfeldmarschalls Oskar von Lindequist. Ihre Mutter Margarete (Charlotte) war die Tochter des Generalobersten Gustav von Kessel. Beide Großväter waren Generaladjutanten des Kaisers.
Im Frühjahr 1935 heiratete Angelika in Potsdam den aus Altona bei Hamburg stammenden Offizier Rudolf Petershagen, kirchliche Trauung war in der Garnisonkirche. 1937 wurde ihr Mann als Kompaniechef in das Infanterieregiment 92 nach Greifswald versetzt. Dort bezog das Paar ein Offiziershaus. Sie gestalteten den Garten und pflanzten Bäume. Es war ihre Idee, in Greifswald Wurzeln zu schlagen.
Bei der kampflosen Übergabe der Stadt Greifswald 1945 unterstützte Angelika Petershagen ihren Mann und riskierte damit auch ihr eigenes Leben.
Nach dem Tod ihres Mannes wurde sie Stadtverordnete in Greifswald und bemühte sich, die Probleme der Zeit mit lösen zu helfen. Als der Zerfall der historischen Altstadt immer offensichtlicher wurde, schrieb sie mit der ihr eigenen Courage am 27. November 1985 einen Brief an den Vorsitzenden des Staatsrates Erich Honecker. Darin beklagte sie sich bitter, dass die durch die Tat ihres Mannes 1945 unversehrt gebliebene Stadt nunmehr auf andere Weise dem Verfall preisgegeben sei.
1961 wurden sie und ihr Mann mit dem Vaterländischen Verdienstorden in Silber „für ihre schöpferische Mitarbeit an dem fünfteiligen Fernsehroman Gewissen in Aufruhr“ ausgezeichnet; die DEFA-Serie entstand 1961 nach dem gleichnamigen autobiographischen Bericht ihres Mannes. 1984 erhielt sie den Orden Stern der Völkerfreundschaft in Silber.
1981 veröffentlichte sie, unter Mitarbeit von Gunnar Müller-Waldeck, im Verlag der Nation ihre Memoiren, die 1989 in vierter Auflage erschienen sind.

## Autobiographie
- Angelika Petershagen: Entscheidung für Greifswald. Verlag der Nation, Berlin 1981. 4. Auflage 1989, ISBN 3-373-00018-1.